# Pseudotorymus australis
Pseudotorymus australis är en stekelart som först beskrevs av Jean Risbec 1956.  Pseudotorymus australis ingår i släktet Pseudotorymus och familjen gallglanssteklar. Inga underarter finns listade i Catalogue of Life.